# Szterényi József
Báró Szterényi József, születési nevén Stern József (Lengyeltóti, 1861. november 5. – Budapest, 1941. február 6.) zsidó származású magyar politikus, kereskedelemügyi miniszter, iparfejlesztési és iparoktatási szakértő. Szterényi Hugó mineralógus és tanár öccse.

## Élete
Apja Stern Albert (1826–1888) újpesti rabbi volt. Fia református hitre kikeresztelkedett, és mint újságíró kezdte pályafutását Budapesten, 1888-ben megalapította a Brassó című politikai napilapot. 1885-től 1889-ig az erdélyi ipari és kereskedelmi egyesület főtitkára volt. Többször beutazta ipari és kereskedelmi tanulmányok céljából a Balkán államait és Kis-Ázsia egy részét. 1889-ben fölkeltette Baross Gábor kereskedelmi miniszter figyelmét, aki erdélyi iparfelügyelőnek nevezte ki.
Bár felsőfokú végzettsége nem volt, 1890-ben Baross pártfogásával bekerült a kereskedelemügyi minisztériumba, ahol kezdetben iparfejlesztési ügyekkel foglalkozott. 1896-ban országos iparoktatási főigazgató, 1900-ban miniszteri tanácsos, 1905-től 1910-ig államtitkár, ebből az időből nevéhez fűződik az ipartörvény módosítása. 1906 és 1918 között Brassó alkotmánypárti országgyűlési képviselője.
1906 tavaszán, a Wekerle-kormány megalakulásakor Kossuth Ferenc kereskedelmi miniszter őt hívta meg politikai államtitkárnak, a kormány bukása után pedig az Agrárbank elnöke lett. Ezt az állást egy nagy bankcsoporttól kapta, amiért korábban a minisztérium nevében velük kötött szerződést a dalmát vasút kiépítésére, az indokoltnál legalább százmillióval drágábban és a konkurencia ajánlatánál még drágábban.
1918-tól kereskedelemügyi miniszter a harmadik Wekerle-kormányban. Az őszirózsás forradalom idején a minisztertanács internáltatta mint a forradalmi vívmányokat veszélyeztető egyént.
1918. április 15-től kijelölt miniszterelnök, az immáron harmadik alkalommal lemondott Wekerlét váltandó mint kijelölt miniszterelnök egy hónap alatt sem sikerült kormányt alakítania, így május 8-a után, most már utoljára újfent Wekerle alakíthatott kormányt (az általa vezetett kabinetek sorában hatodik próbálkozásaként). 1919-ben a Károlyi-kormány internálta, a Tanácsköztársaság alatt a Gyűjtőfogházban tartották fogságban.
1920-ban és 1926-ban pártonkívüli képviselő, 1927-től felsőházi tag. Nemzetközi tárgyalásokon és öt éven át a Népszövetségben mint főmegbízott volt jelen.
1941-ben hunyt el életének 80. évében. Halála előtt súlyos epe és májbántalmakat szenvedett. A Fiumei úti sírkertben helyezték nyugalomra.

## Művei
- A takarékszövetkezetekröl (1884);
- Törökország kereskedelmi viszonyai (1889);
- Az iparoktatás külföldön (1894);
- A háziipar Magyarországon (1895);
- Magyarország nagy- és mezőgazdasági ipara (1895);
- A kézügyességi és háziipari oktatás Magyarországon (1896);
- Az iparoktatás Magyarországon, Budapest, 1897 (a mű franciául és németül is megjelent);
- A magyar szent korona országainak gyáripara (20 köt., 1901);
- Az iparoktatás Magyarországon és külföldön (1909);
- Emlékirat az iparfejlesztésről (1909);
- Régmúlt idők emlékei (1925).

## Egyéb irodalom
- Keresztény magyar közéleti almanach I–II. [III. köt. Erdély, IV. köt. Délvidék.]. Fel. szerk. és kiadó Hortobágyi Jenő. Budapest, 1940.